# 斎藤鷲太郎

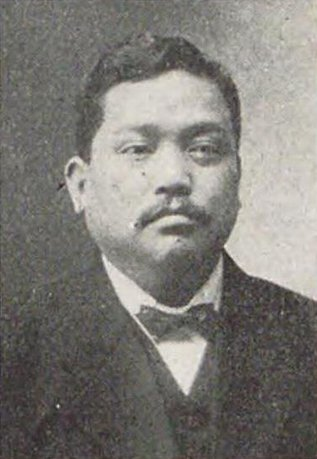
斎藤鷲太郎

斎藤 鷲太郎（さいとう わしたろう、1882年〈明治15年〉3月18日 - 1936年〈昭和11年〉8月3日）は、衆議院議員（立憲政友会→政友本党）。弁護士。

## 経歴
愛知県額田郡幸田村（現在の幸田町）出身。1902年（明治35年）、明治法律学校（現在の明治大学）を卒業。1906年（明治39年）から8年間、関東都督府で警部や属官を務める。1915年（大正4年）に弁護士試験に合格。翌年に大連市に事務所を開業し、1919年（大正8年）より関東州弁護士会長を3回務めた。さらに大連市会議員に選出された。
1920年（大正9年）、第14回衆議院議員総選挙に出馬し当選を果たした。